# 聖菲利佩縣

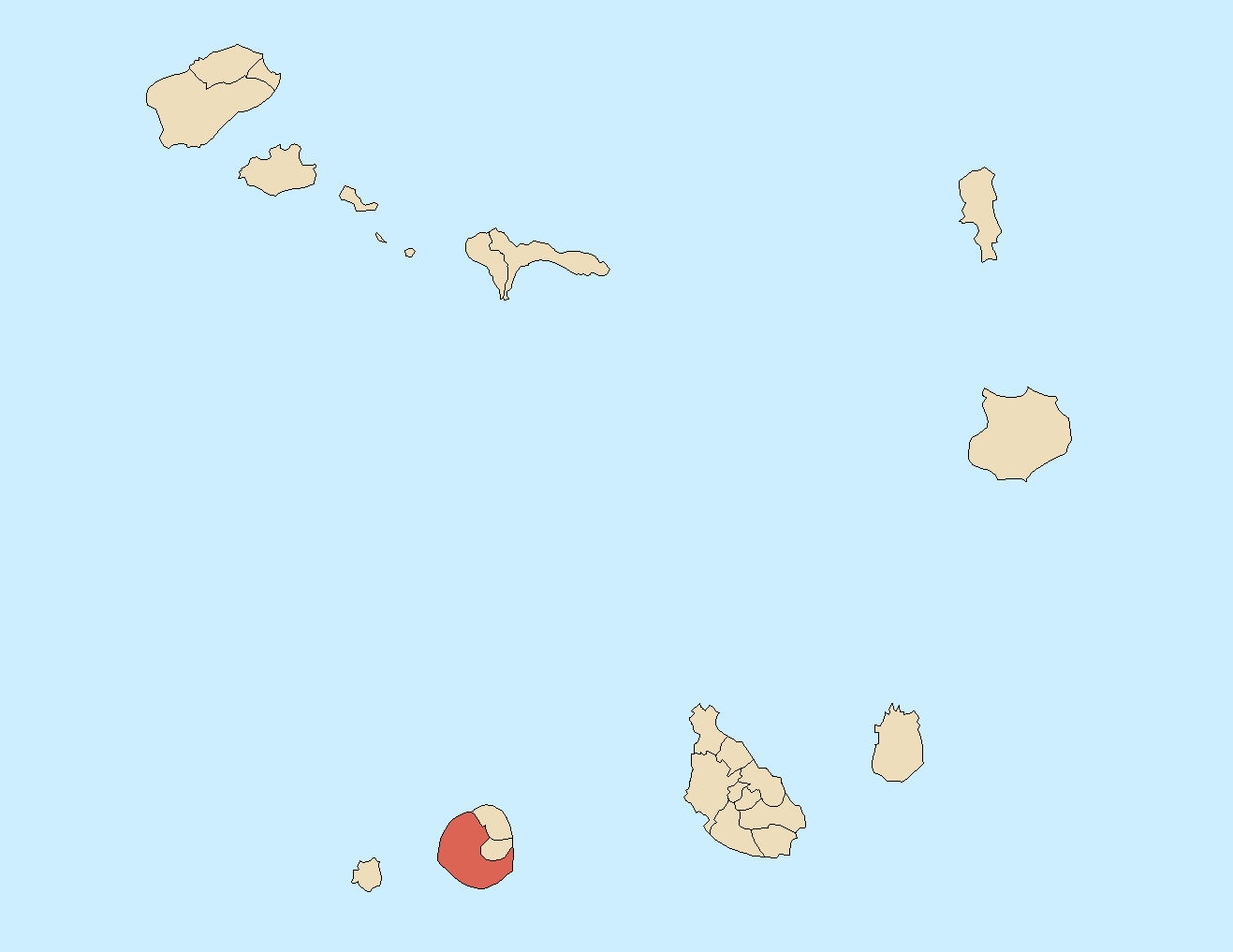

聖菲利佩縣（葡萄牙語：São Filipe）是佛得角的22個縣之一，位於背風群島的福古岛西南部，首府設於聖菲利佩，面積394平方公里，2010年人口22,248，人口密度為每平方公里56.47人。

## 外部連結
- http://www.sao-filipe.com （页面存档备份，存于）

14°55′00″N 23°31′00″W / 14.9167°N 23.5167°W